# Frank Natterer

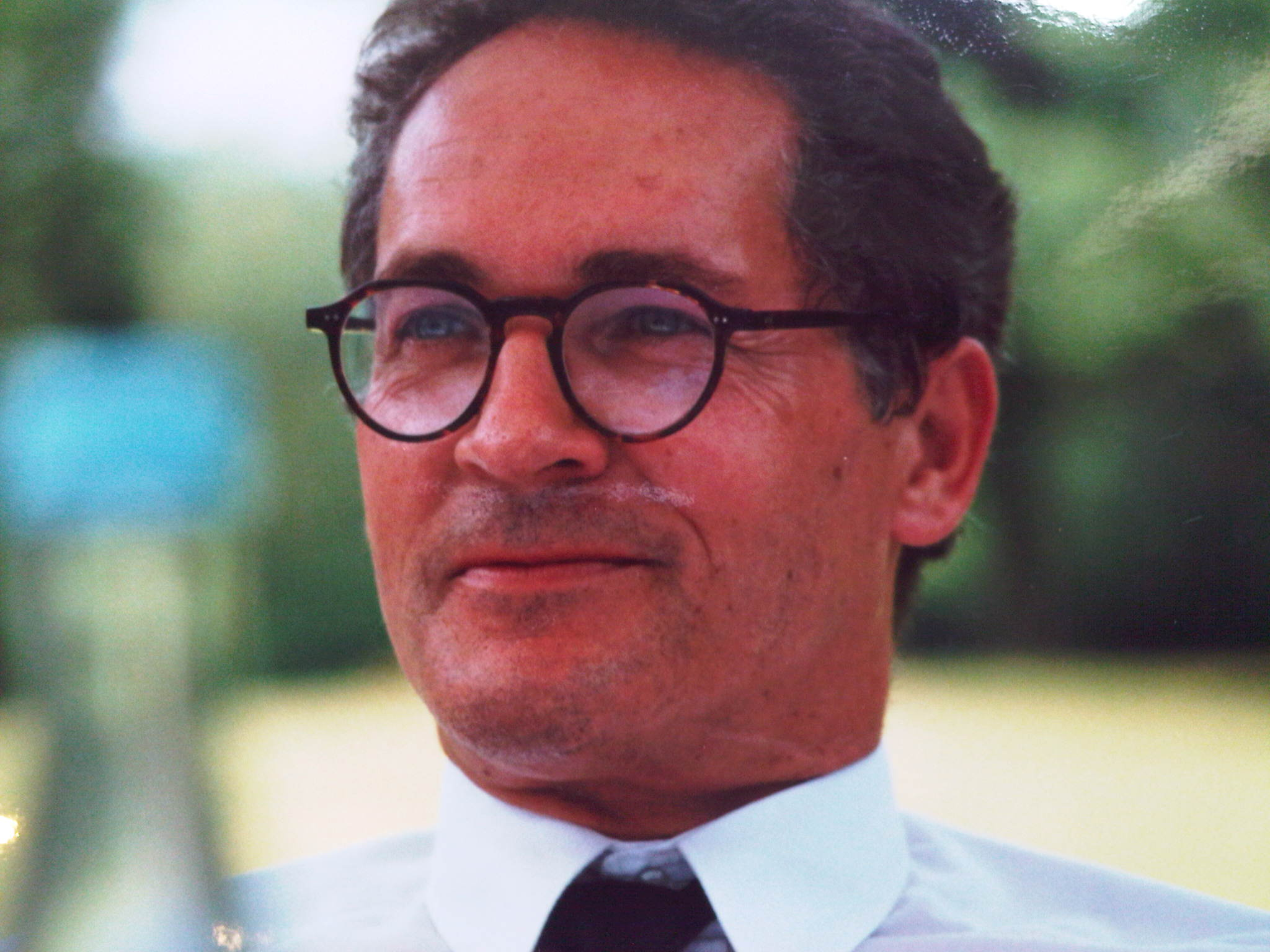
Frank Natterer (2001)

 Frank Natterer (* 20. Juli 1941 in Wangen im Allgäu) ist ein deutscher Mathematiker. Er hat das Gebiet der mathematischen Methoden in bildgebenden Verfahren (z. B. Computertomographie (CT), Magnetresonanztomographie (MRI), Ultraschalltomographie) mit begründet und geprägt.

## Werdegang
Natterer studierte an der Albert-Ludwigs-Universität Freiburg und der Universität Hamburg. Er wurde als Schüler von Lothar Collatz im Jahr 1968 mit der Arbeit Einschließungen für die großen Eigenwerte gewöhnlicher Differentialgleichungen zweiter und vierter Ordnung promoviert. 
Er habilitierte sich 1971 mit der Arbeit Verallgemeinerte Splines und singuläre Rand-Eigenwertaufgaben gewöhnlicher Differentialgleichungen, war ein Jahr lang 'Visiting Assistant Professor' an der Indiana University Bloomington und erhielt 1973 eine Professur an der Universität des Saarlandes. 
Er wurde 1981 als Direktor des Instituts für Numerische und instrumentelle Mathematik an die Westfälische Wilhelms-Universität Münster berufen und 2006 emeritiert.

## Sonstiges
Natterer veröffentlichte rund 100 wissenschaftliche Publikationen und 2 Bücher und erhielt mehrere Patente.
Im Jahr 2002 erhielt er die Ehrendoktorwürde der Universität des Saarlandes.
Natterer ist Mitglied der deutschen Marcel Proust Gesellschaft.
Er ist seit 1967 verheiratet und hat zwei Söhne.
Natterer ist ein Onkel des baden-württembergischen CDU-Politikers Christian Natterer. und Schwiegervater der chinesischen Sängerin und Schauspielerin Karen Mok.

## Wissenschaftliches Werk
Natterer bewies 1975 die punktweise Konvergenz der Finite-Elemente-Verfahren und machte sich ab 1977 mit Arbeiten zur mathematischen Theorie der Computertomographie einen Namen. Er arbeitete zur Algorithmenentwicklung und zur Tomographie selbst. Zu diesem Gebiet schrieb er zwei später als Grundlagenwerke betrachtete Bücher (“The Mathematics of Computerized Tomography” (1986, 1990 ins Russische übersetzt, 2001 neu erschienen in der Reihe „Classics in Applied Mathematics“), und “Mathematical Methods in Image Reconstruction”, (2001)). 
Seine wesentlichen Beiträge im Bereich der Computertomographie sind:
- Stabilitätsuntersuchungen der Radontransformation in Sobolevräumen
- Konsistenzuntersuchungen für die exponentielle Radon-Transformation mit Anwendung in der Positronen-Emissions-Tomographie
- Regularisierung inverser Probleme mit Projektionsverfahren
- Abtasttheoreme (maximale Auflösung bei minimaler Anzahl von Messungen) in der Tomographie
- Fourierrekonstruktionsverfahren
- Schnelle Algorithmen in der Ultraschalltomographie, wobei er das klassische Beispiel von Jacques Hadamard, das Cauchy-Problem für elliptische Differentialgleichungen, erfolgreich regularisiert hat

Arbeiten von Natterer waren oder sind relevant für die Realisierung moderner bildgebender Verfahren in der MRT-Technik, der CT-Technik, der Ultraschalltomographie und der Emissionstomographie.

## Sonstige Tätigkeiten in der Wissenschaft
Natterer war von 1995 bis 1999 Honorary Editor der Zeitschrift “Inverse Problems” und wurde im Jahr 2000 Mitglied des “International Advisory Panel of Inverse Problems”. Seit 1997 ist er Mitglied der Herausgeberguppe von “The Journal of Fourier Analysis and Applications”. Weitere Verbindungen mit wissenschaftlichen Zeitschriften bestanden mit “IEEE Transaction on Medical Imaging”, “Journal of Inverse and Ill-Posed Problems”, “International Journal of Imaging Systems and Technology” und dem “SIAM Journal of Applied Mathematics”.
Er war Mitglied des Committee on the Mathematics and Physics of Emerging Dynamic Biomedical Imaging des National Research Council der USA.
Natterer hat mehrere Tagungen zum Thema der inversen Probleme sowie zu mathematischen Methoden der Computertomographie initiiert und organisiert. 1980 begründete er eine vielfach fortgesetzte Tagungsreihe zum Thema „Mathematical Methods in Tomography“ im Mathematischen Forschungsinstitut Oberwolfach. Er war Mitglied diverser wissenschaftlicher Ausbildungsprogramme und Sommerschulen.